# HD 72993
HD 72993，又名CD-37 4873，SAO 199389、HR 3399，是一颗恒星，视星等为6.3，位于銀經257.39，銀緯1.61，其B1900.0坐标为赤經8h 30m 42.4s，赤緯-37° 1.61′ 3″。